# Tatjanino (przystanek kolejowy)
Tatjanino (ros. Татьянино) – przystanek kolejowy w miejscowości Gatczyna, w rejonie gatczyńskim, w obwodzie leningradzkim, w Rosji. Położony jest na linii dawnej Kolei Warszawsko-Petersburskiej.